# 布鲁图·阿尔比努斯
布鲁图·阿尔比努斯（英語：Decimus Junius Brutus Albinus），（？—前43年）。古罗马将军之一。曾参加刺杀独裁者尤利乌斯·凯撒。早年曾受尤利乌斯·凯撒指挥供职于高卢，后统帅军队。公元前46年担任山南高卢总督。刺杀尤利乌斯·凯撒后他接受元老院任命率军进攻安东尼，后兵败被杀。